# Rafael Rodríguez Urrusti

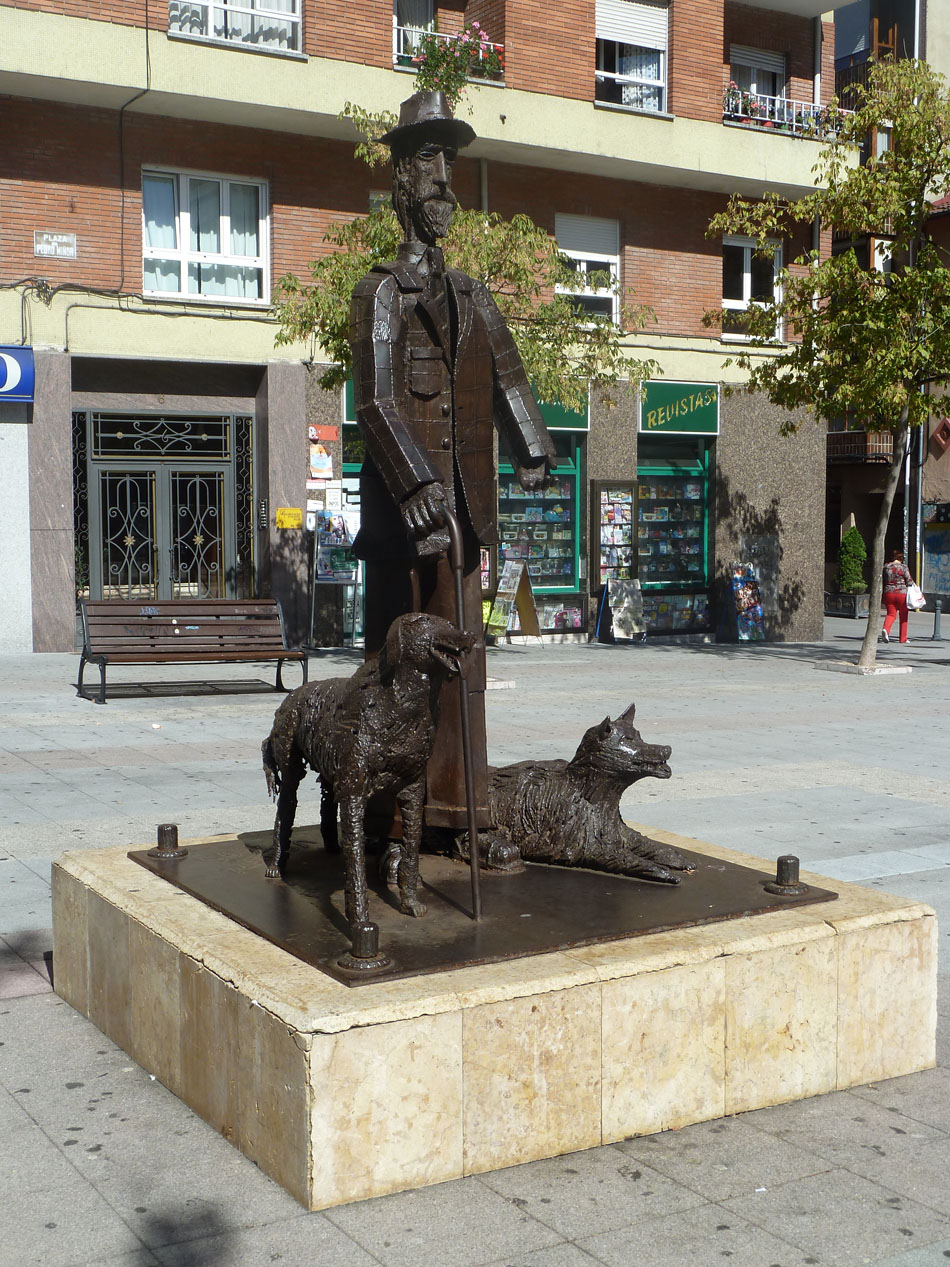
Mendigo con perros, obra de Rafael Rodríguez Urrusti instalada en Oviedo

Rafael Rodríguez Urrusti fue un escultor español y artista autodidacta que trabajaba preferentemente el hierro; nació en Oviedo, Asturias, el 22 de agosto de 1922 y falleció en su ciudad natal en el año 2000.

## Biografía
Estudió en la Escuela de Aprendices de la Fábrica de Armas, trabajando en ella como ajustador y maestro armero, hasta 1960 (un periodo de 21 años). Su vocación artística le llevaba a emplear su tiempo libre al forjado del hierro, actividad que le hizo acabar montando un taller donde empezó a realizar sus obras. Finalmente decide, en 1960 abandonar su trabajo en la Fábrica de Armas, y dedicarse por completo a la labor escultórica. Funda ahora un taller de cerrajería y de rejería para la realización de encargos, en Buenavista. Realizó su primera exposición en 1975.
Realizó pequeñas obras para Artespaña, lo cual le permitió vender en Hispanoamérica y Europa y recibir numerosos reconocimientos (aunque el reconocimiento internacional de su trabajo le llegó del encargo de los centros asturianos en Latinoamérica, para los que hizo figuras del rey Pelayo, entre las que destaca la del centro asturiano de Buenos Aires. En 1976 fue nombrado Maestro Mayor de los artesanos de Asturias y en 1977 se crea el «San Mateo de hierro», premio anual con el que se pretende reconocer y divulgar las virtudes de los asturianos del mundo de las artes, las ciencias o semejantes.
Falleció en Oviedo el 5 de octubre del año 2000, a los 78 años de edad.
El 6 de febrero de 2001 el Ayuntamiento de Oviedo aprobó que la calle que entronca con la de Villafría y finaliza en la Plaza Luis Estrada pasara a denominarse de Rafael Urrusti.

## Estilo
Según María del Carmen Menéndez Fernández, su creación artística puede considerarse más figurativa que abstracta, pudiéndose distinguir dos estilos: uno que da origen a una etapa más clásica, en la que predomina la masa, y otro, más vanguardista, con predominio del vacío, con teniendo el espacio como elemento escultórico.
Sus obras se hacen utilizando como materiales chapas, perfiles industriales o chatarra, trabajadas con soldadura eléctrica y una técnica característica, sobre todo en el acabado, con piezas de textura rugosa y un aspecto a menudo de cera derretida.

## Temática

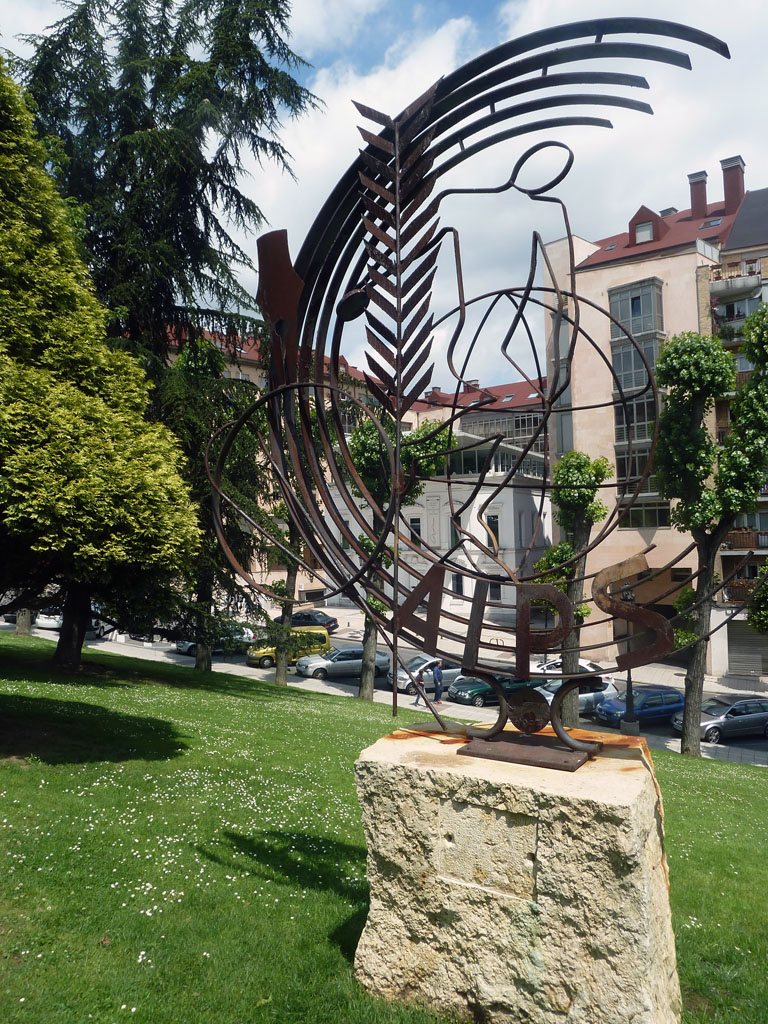
Escultura 60.º Congreso A.I.P.S. y José Miguel Cano Secades, instalada en Oviedo.

Respecto a la temática de su obra, en la producción de Urrusti ocupan un lugar destacado las figuras y los símbolos de la historia y la tradición asturiana; pese a ello pueden destacarse también su obra religiosa, así como representación de animales y personajes cotidianos.

## Producción artística
Su obra compuesta por varias colecciones privadas y, esculturas urbanas diseminadas por las calles de Oviedo, se completa con algunos murales, faceta que puede contemplarse en algunos edificios públicos de Gijón y Mieres, donde se conservan varios ejemplos destacados de los mismos.
Oviedo, su ciudad natal, acoge una muestra de su arte, destacando entre sus obras los dos murales de la sede central de la antigua Caja de Ahorros de Asturias, que representan el trabajo, la cultura y la obra social realizada por la entidad, ambas realizadas en chapa de hierro. También destacan una réplica a gran escala de la Cruz de la Victoria, situada en el monumento al Sagrado Corazón de Jesús en el monte Naranco; los paneles de la Estación del Norte; el panel a la entrada del barrio del Otero; la pieza dedicada al evangelista San Mateo para festejar la fiesta del Pantocrator; las imágenes de San Juan, San Mateo y San Pedro, en la fachada de la Iglesia de San Juan el Real; la rejería del Museo de Bellas Artes de Asturias, etc.
Por tanto, pueden contemplarse esculturas urbanas de este escultor en la ciudad de Oviedo, prácticamente todas realizadas en hierro, tales como:
- “Mendigo con perros”, 1995, sita en la plaza Pedro Miñor.
- “ Ismael Fuente”, 1995, en el parque Ismael Fuente.
- “XX Trobada mundial de peñas barcelonistas”, 1996, en el paseo Antonio García Oliveros.
- “San Mateo”, 1996, sita en la calle San Mateo.
- “60º Congreso A.I.P.S. y José Miguel Cano Secades”, 1997, en el paseo Antonio García Oliveros
- “Murales de la estación de Renfe”, 1980, ubicadas en  el «hall» de la antigua estación de Renfe (hoy estación conjunta Renfe-Feve), al final de la calle Uría.
- “Calamón”, 2000, en la parroquia de Manzaneda, a unos 6 km de Oviedo ciudad.
- “Homenaje a Marino Lejarreta”, 2003, sito en Manzaneda.